# Węzełek (anatomia)

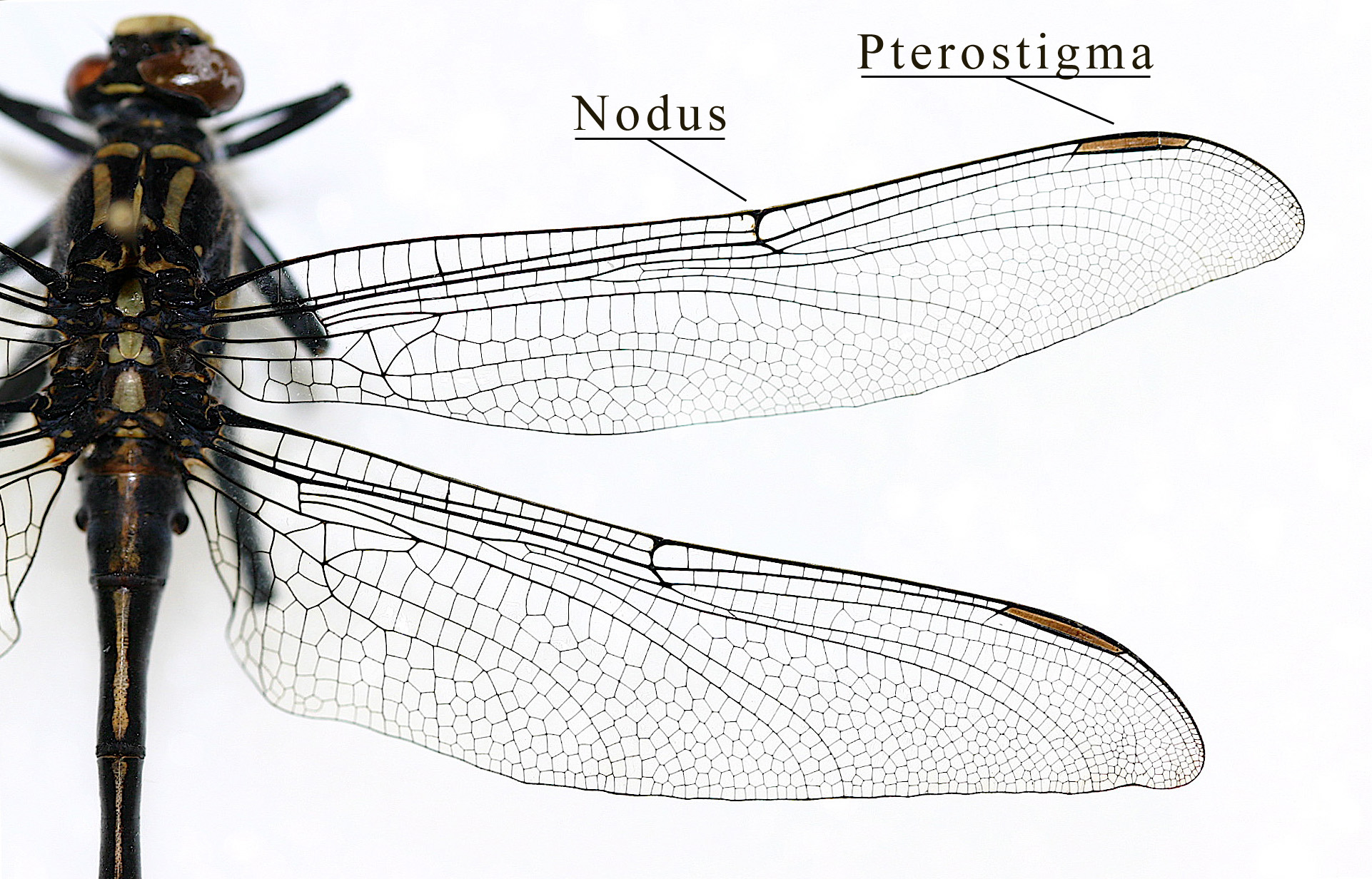
Pterostygma (pterostigma) i węzełek (nodus) na skrzydle ważki

Węzełek (łac. nodus)  – krótka, zgrubiała żyłka na przedniej krawędzi skrzydła ważki, często odmiennie ubarwiona, stanowi cechę diagnostyczną w taksonomii. Łączy koniec żyłki subkostalnej z brzegiem skrzydła. Stanowi element wzmacniający.